# Esther Eisen
Esther Eisen (hebr. ‏אסתר אייזן‎)  (ur. 1 lutego 1929 w Łodzi, zm. 20 marca 2014 w Izraelu) – izraelska malarka pochodzenia polskiego.

## Życiorys
Urodziła się w rodzinie kupca Falika Cygielberga i jego żony Róży jako Estera „Tusia”. Mieszkała z rodzicami i starszym, przyrodnim bratem Zachariaszem Salkiem w Łodzi przy ulicy 11 listopada 31. Po wkroczeniu do miasta Niemców jej ojciec opuścił Łódź, a po powrocie został kilka razy pobity przez gestapo. Rodzice powierzyli jej kupowanie chleba, licząc, że mała dziewczynka nie zwróci uwagi Niemców. W styczniu 1940 zostali wysiedleni do domu przy Drewnowskiej 11, który znalazł się w granicach getta. Mieszkali razem z krewnymi w małym, nieogrzewanym pokoju, Tusia zachorowała wówczas na odrę. W połowie 1940 zaczęła ponownie chodzić do szkoły, niestety jej ojciec był bezrobotny, matka początkowo produkowała przypinki do odzieży, ale wkrótce ciężko zachorowała, a brat zmieniał miejsca pracy. Ze względu na trudną sytuację rodziny Tusia po lekcjach pracowała w pracowni kapeluszniczej, gdzie wyrabiała sztuczne kwiaty. Jesienią 1941 Salek zachorował i próbował popełnić samobójstwo, ale po błaganiach ojca odstąpił od tego pomysłu. Zmarł 12 stycznia 1942 z głodu, podczas tzw. Wielkiej Szpery, we wrześniu 1942 jej matka trafiła do obozu zagłady w Chełmnie nad Nerem. Podczas likwidacji getta Tusia z ojcem ukrywali się, ale głód i tyfus sprawił, że musieli się ujawnić. Oboje trafili do Auschwitz-Birkenau, gdzie rozdzielono ich podczas selekcji. Po dziesięciu dniach Tusię przeniesiono do obozu pracy w Bomlitz, a po miesiącu do Bergen-Belsen, a następnie do Elsing. W kwietniu 1945 Niemcy przeprowadzili nieudaną ewakuację obozu, linia kolejowa została zbombardowana, część więźniów wówczas zginęła, pozostałych Niemcy gromadzili w pustym budynku i żywcem spalili. Tusię i jej koleżankę uratowała ucieczka do lasu. Ukrywała się do zakończenia wojny, a następnie powróciła do Łodzi. Nie udało jej się ustalić losów ojca, z licznej rodziny przeżyła ona jedna. Po pogromie kieleckim podjęła decyzję o opuszczeniu Polski, dostała się do obozu dipisów, gdzie poznała Jakowa Kobe. Razem wyjechali do mandatu Palestyny, gdzie jej mąż zginął podczas wojny o niepodległość Izraela. Spotkała wówczas kolegę z dzieciństwa, pochodzącego z Łodzi Romka Ajzena, który został jej drugim mężem, mieli troje dzieci. W latach 1963–1968 studiowała rzeźbę w pracowni Rudolfa Lehmanna, jej prace uczestniczyły w wystawach indywidualnych i zbiorowych. Sześć z jej wielkoformatowych prac rzeźbiarskich poświęconych zostało upamiętnieniu społeczności, które zostały zniszczone podczas Holokaustu. Zostały umieszczone na cmentarzach w Holonie i Kfar Sabie. Dzięki swojej pracy rzeźbiarskiej i literackiej została uhonorowana tytułem „Najdroższej z Łodzian w Izraelu”. W 2006 była jedną z niosących pochodnie podczas Dnia Pamięci o Holokauście w Jad Waszem. Pełniła funkcję p.o. przewodniczącej Stowarzyszenia Pisarzy Hebrajskich i przewodniczącej komitetu wydarzeń pisarskich. Jej utwory ukazywały się w czasopismach, antologiach i książkach naukowych, a jej wiersze są wykładane na uniwersytetach i liceach.
Od dzieciństwa pisała wiersze i uczestniczyła w warsztatach poetyckich w getcie. Jednak dopiero w latach 80. XX wieku jej wiersze ukazały się w języku hebrajskim. Pierwszy zbiór piosenek został opublikowany w 1986, a następnie ukazały się cztery kolejne tomiki poetyckie. W 1994 ukazała się jej pierwsza książka, kolejne w 2006 i 2012. W 2006 została laureatką Nagrody Literackiej Premiera Levy Eshkol.